# Battle.net
Battle.net és un servei proporcionat per Blizzard Entertainment que permet als jugadors de certs videojocs comunicar-se per mitjà de canals de xat i jugar partides dels jocs que tenen la capacitat de connectar-se a Battle.net.
Va ser llançat el gener de 1997 després del llançament del seu videojoc Diablo. Battle.net va ser el primer servei de videojocs en línia incorporat directament en els jocs que van ser fets per a aquest, en contrast amb interfícies externes usades en altres serveis en línia. Aquesta característica, la facilitat per crear comptes i que no té cost usar-lo, van fer que Battle.net es tornés popular i el major punt de venda per Diablo i altres jocs de Blizzard Entertainment.
Des de gener del 2009, Battle.net també es pot usar per comprar o activar claus de videojocs de Blizzard per a després poder descarregar els seus clients.

## Videojocs compatibles
- Diablo
- Diablo II
- Diablo II: Lord of Destruction
- Diablo III
- Warcraft II: Battle.net Edition
- Warcraft III: Reign of Chaos
- Warcraft III: The Frozen Throne
- World of Warcraft
- World of Warcraft: The Burning Crusade
- World of Warcraft: Wrath of the Lich King
- World of Warcraft: Cataclysm
- World of Warcraft: Mists of Pandaria
- StarCraft
- StarCraft: Brood War
- StarCraft II